# Spermacoce somalica
Spermacoce somalica är en måreväxtart som först beskrevs av Karl Moritz Schumann, och fick sitt nu gällande namn av Rafaël Herman Anna Govaerts. Spermacoce somalica ingår i släktet Spermacoce och familjen måreväxter.
Artens utbredningsområde är Somalia. Inga underarter finns listade i Catalogue of Life.